# Fred J. Doocy
Fred J. Doocy, född 5 maj 1913 i Hartford i Connecticut, död 7 december 2017 i Manchester i Connecticut, var en amerikansk politiker som var viceguvernör i Connecticut 1966–1967. Detta var under en del av den tid som John N. Dempsey var guvernör.